# Радован Тврдишић
Радован Тврдишић (Бијело Поље, 1971) српски је правник и политичар, потпредседник Народне скупштине Републике Србије и заменик шефа посланичке групе Српског патриотског савеза.
Од 2004. до 2015. године је био члан Старешинства Српског сабора Двери. Приликом оснивања политичке странке Српски покрет Двери, дошао је у сукоб са предвиђеним страначким руководством на челу са Бошком Обрадовићем и Срђаном Ногом, због неслагања са идејом прерастања организације у политичку странку. На оснивачкој скупштини странке је гласао за избор Бошка Обрадовића за председника, али је наставио да се противи начину доношења Статута и овлашћењима председника, те је убрзо напустио Двери.
За народног посланика је изабран на парламентарним изборима 2020. године, као кандидат Српског патриотског савеза. Изабран је за потпредседника Народне скупштине Републике Србије, на седници која је одржана 22. октобра 2020. године.
Утапањем СПАС-а у СНС маја 2021. године постао је члан СНС-а.